# Tash Gozar
Tash Gozar é uma cidade do Afeganistão, localizada na província de Balkh.